# Cantone di Montmarault
Il Cantone di Montmarault era una divisione amministrativa dell'arrondissement di Montluçon.
A seguito della riforma approvata con decreto del 27 febbraio 2014, che ha avuto attuazione dopo le elezioni dipartimentali del 2015, è stato soppresso.

## Composizione
Comprendeva 16 comuni:
- Beaune-d'Allier
- Bézenet
- Blomard
- Chappes
- Chavenon
- Doyet
- Louroux-de-Beaune
- Montmarault
- Montvicq
- Murat
- Saint-Bonnet-de-Four
- Saint-Marcel-en-Murat
- Saint-Priest-en-Murat
- Sazeret
- Vernusse
- Villefranche-d'Allier